# Musée Bishop
Pour les articles homonymes, voir Bishop.
Le musée Bernice Pauahi Bishop (en anglais, Bernice Pauahi Bishop Museum), désigné officiellement le musée d'histoire naturelle et culturelle de l'État d'Hawaï (en anglais, Hawaiʻi State Museum of Natural and Cultural History) a été fondé en 1889 par Charles Reed Bishop (1822-1915) en l'honneur de sa défunte femme, la princesse Bernice Pauahi Bishop (1831-1884), la dernière descendante de la famille royale Kamehameha. Le Musée est installé dans la maison qui contenait la collection d'objets Hawaiiens reçus en héritage par la princesse. Le Musée est reconnu par l'association américaine de Musées (American Association of Museums).

## Histoire

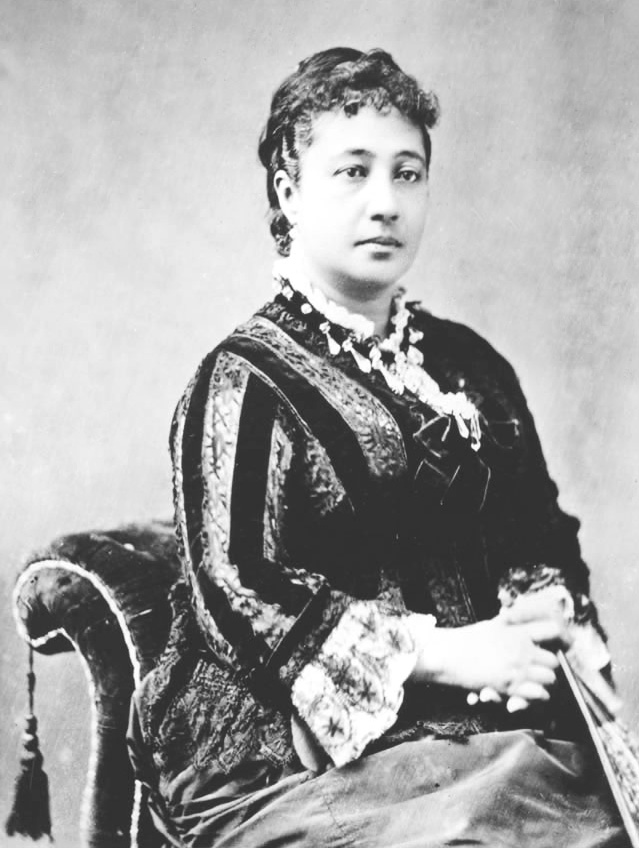
Bernice Pauahi Bishop.

Il est situé dans le quartier historique de Kalihi d'Honolulu sur l'île d'O'ahu. Outre les collections d'objets Hawaiiens, le Musée conserve la troisième plus importante collection d'insectes des États-Unis qui est riche de 13,5 millions de spécimens.

## Collections
- L'art de Polynésie, Micronésie...
- Travaux de John Francis Stimson sur la Polynésie
- Abigail Kinoiki Kekaulike Kāhili (salle)
- Animaux
  - Basilosaurus
  - Requin
  - Baleine
  - animaux rare en robot...
- Hawai'i Sports Hall of Fame